# Feuer- und Rettungswache Barmbek

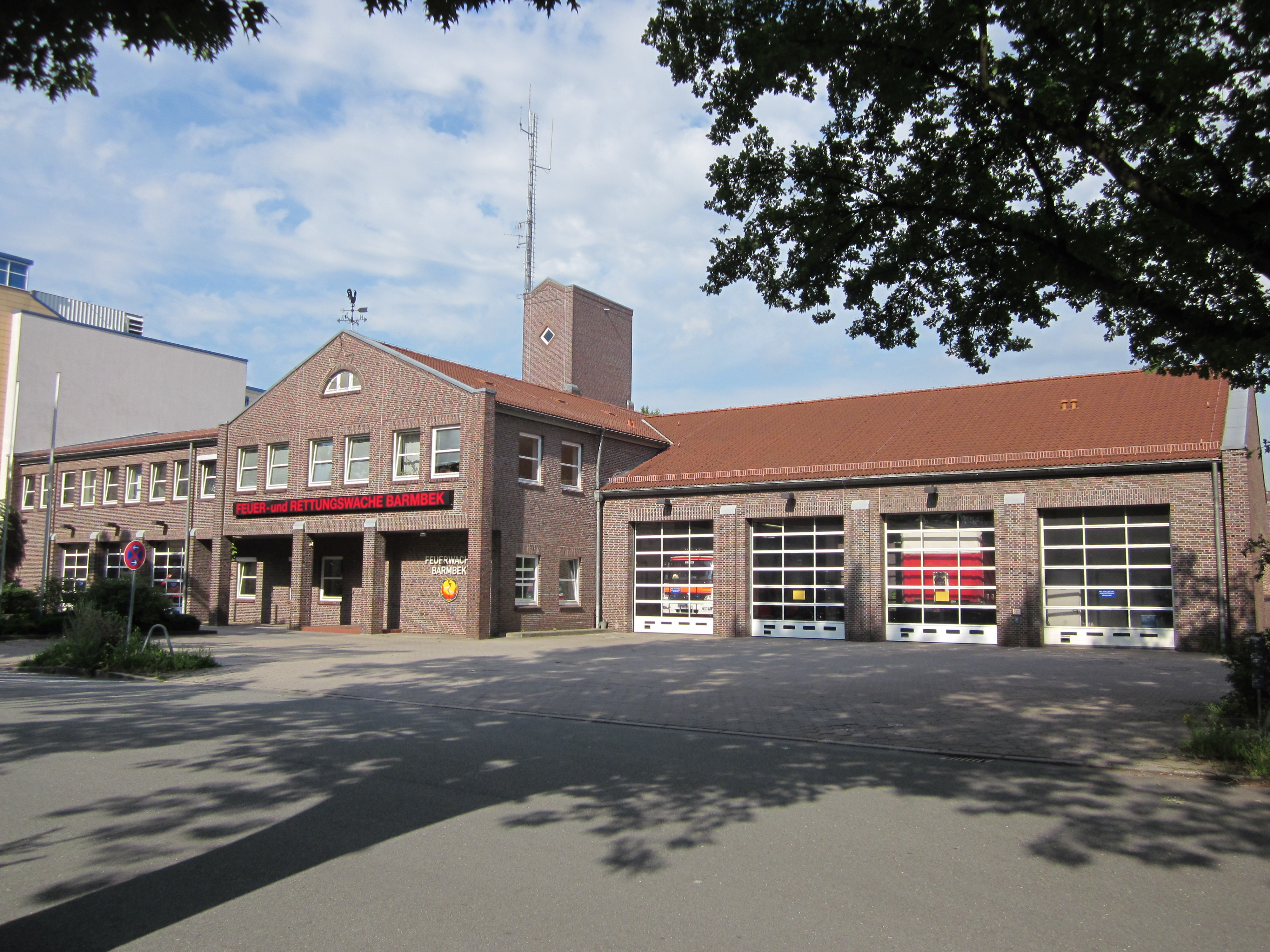
Feuerwache Barmbek in der Maurienstraße in Hamburg-Barmbek-Süd

Die Feuer- und Rettungswache Barmbek ist ein Dienstgebäude der Feuerwehr Hamburg. Sie liegt im Stadtteil Barmbek-Süd auf der Maurienstraße 7. Stand 2012 galt sie als Wache mit den meisten Einsätzen deutschlandweit.

## Geschichte
Die Feuer- und Rettungswache Barmbek wurde 1990 gebaut. Auf ihr leisten ca. 150 Beamte und Angestellte ihren 24-stündigen Dienst auf drei unterschiedlichen Wachabteilungen ab. Die Wache Barmbek zählt zu den Ausbildungswachen der Berufsfeuerwehr Hamburg. Bis 1991 befand sich die Wache am Standort Bachstraße.

## Einsatzgebiet
Das Einsatzgebiet der Feuer- und Rettungswache Barmbek erstreckt sich über die Stadtteile Barmbek, Eilbek, Bramfeld, Winterhude, Ohlsdorf, Alsterdorf, Steilshoop, Dulsberg, Uhlenhorst und Teilen von Wandsbek-Gartenstadt.

## Hamburger Löschzug der Barmbeker Feuer- und Rettungswache
Anders als bei den meisten Feuer- und Rettungswachen im Hamburger Stadtgebiet, ist an der Feuer- und Rettungswache Barmbek ein kompletter Löschzug, ein so genannter „Hamburger Löschzug (HLZ)“ stationiert. Dieser besteht aus ELW (1-1) + HLF1 (1-5) + HLF2 (1-5) + DLK (1-1). Das HLF2 ist jedoch nur von Mo-Fr und von 7-19 Uhr besetzt. Samstags übernimmt dies die Sondereinsatzgruppe Höhenrettung für 24 Stunden in Doppelfunktion.

### Rettungsdienst
Es werden vier Rettungswagen (RTW) rund um die Uhr, ein Rettungswagen im Tagesdienst und ein Notarzteinsatzfahrzeug (NEF), ebenfalls rund um die Uhr besetzt. Dazu wird ein Rettungswagen in Doppelfunktion mit dem Gerätewagen (GW1) besetzt. Ein Rettungswagen der Feuerwehr Hamburg wird von zwei Personen besetzt, wovon einer mindestens Notfallsanitäter/Rettungsassistent/in ist und der andere mindestens Rettungssanitäter/in. Auf den Rettungswagen fahren nicht nur Feuerwehrbeamte, sondern auch Angestellte im Rettungsdienst.

### Höhenrettung

#### Geschichte
Die Sondereinsatzgruppe Höhenrettung (SEGH) wurde 2001 an der Feuer- und Rettungswache (FuRw Altona) (F12) ins Leben gerufen, in den Anfängen wurde die SEGH in Doppelfunktion von drei Kollegen der Feuerwache besetzt. Seitdem ist die Personalstärke der Höhenrettung stetig gewachsen und ist inzwischen ein fester Bestandteil der Berufsfeuerwehr Hamburg. Seit 2013 ist sie mit dem neuen AGBF-Konzept an die FuRw Barmbek F23 gezogen, wo sie bis heute stationiert ist. Die Höhenrettung ist seit März 2016 24 Stunden und fast 365 Tage fest besetzt. Die Einsatzzahlen der Höhenrettung Hamburg sind seit der Gründung stetig gestiegen.

#### Ablauf und Funktionen
Die Einsatzgruppe der SEGH wird täglich von fünf Leuten besetzt. Diese sind an sechs Tagen die Woche fest auf der Höhenrettung 24 Stunden. Am Samstag besetzten die Höhenretter, das 23HLF2 in Doppelfunktion, der Fahrzeugführer wird von einem gehobenen Dienst gestellt. In der Woche wird fast täglich trainiert, wobei die Einsatzbereitschaft immer gegeben ist.

#### Aufgabengebiet
Dort wo die Drehleiter nicht mehr hinkommt fängt die Höhenrettung an zu arbeiten, natürlich auch in geringeren Höhen wie z. B. in Bäumen.
Bei vielen Einsätzen werden die Feuerwehrleute von den Kollegen der Technik- und Umweltwache F32 unterstützt. Dort ist das Teleskopmastfahrzeug (TMF 53) sowie der Kran der Feuerwehr stationiert. Mit ihrer speziellen Ausrüstung ist es möglich Menschen schonend und schnell zu retten.

## Mediale Auftritte
Über die Feuer- und Rettungswache Barmbek wurde im Jahr 2013 eine Dokumentation, unter anderem vom ZDF, mit dem Namen Die Feuerwache – Alarm in Hamburg gedreht.